# Orły (Niedźwiedź)
Orły – niestandaryzowana nazwa przysiółka wsi Niedźwiedź w Polsce położona w województwie mazowieckim, w powiecie ostrołęckim. Dawniej kolonia.

## Historia
W latach 1921–1939 ówczesna kolonia leżała w województwie białostockim, w powiecie ostrołęckim, w gminie Myszyniec..
Według Powszechnego Spisu Ludności z 1921 roku kolonię zamieszkiwało 25 osób w 4 budynkach mieszkalnych. Miejscowość należała do parafii rzymskokatolickiej w  Myszyńcu. Podlegała pod Sąd Grodzki w Myszyńcu i Okręgowy w Łomży; właściwy urząd pocztowy mieścił się w Myszyńcu.
W wyniku agresji niemieckiej we wrześniu 1939 wieś znalazła się pod okupacją niemiecką. Od 1939 do wyzwolenia w 1945 włączona w skład Landkreis Scharfenwiese, rejencji ciechanowskiej Prus Wschodnich III Rzeszy.
W latach 1975–1998 miejscowość administracyjnie należała do województwa ostrołęckiego.